# Ciaran Chambers
Ciaran Brian Chambers (* 4. Februar 1994 in Belfast) ist ein nordirischer Badmintonspieler. 

## Karriere
Ciaran Chambers belegte bei den Ulster Open 2011 Rang zwei im Mixed. 2014 gewann er Silber bei den irischen Meisterschaften. Bei den Lithuanian International 2014 gewann er ebenfalls Silber. Im gleichen Jahr nahm er auch an den Badminton-Mannschaftseuropameisterschaften und den Commonwealth Games teil.